# Damat Rüstem Paixà
Damat Rüstem Paixà (vers 1500 prop de Sarajevo, però d'origen incert, que podria ser croat amb el cognom Opuković o Cigalić - Istanbul 1561) fou gran visir otomà. El seu germà Sinan Paixà (+ 1554) va arribar a Kapudan Paixà.
Va ocupar alguns càrrecs: era sihladar a la campanya de Mohács i després va tenir altres funcions fins al 1538 quan fou nomenat beglerbegi d'Anatòlia, sent tercer visir l'any següent. Es va casar amb Mihrimah, filla de Solimà el Magnífic. El 1541 fou elevat a segon visir. El 28 de novembre de 1544 va succeir Hadim Süleyman Paixà com a gran visir.
A causa del conflicte sorgit amb l'execució del fill gran de Solimà, Mustafà, complot en el qual es va veure implicat, fou destituït (6 d'octubre de 1553) i va restar dos anys en retir, durant els quals va ocupar el càrrec Kara Ahmad Paixà fins que aquest fou executat el 29 de setembre de 1555, i Rüstem va tornar a ser nomenat restant en el càrrec fins a la seva mort el 10 de juliol de 1561 i el va succeir Semiz Ali Paixà.
Rüstem va signar un tractat amb Àustria (1547) pel qual l'emperador pagava a la Porta un tribut de 30.000 ducats a l'any. En canvi sí que li retrau que venia els oficis del govern i entregava terres imperials a canvi d'impostos (el que va portar a una notable corrupció). Personalment fou acusat d'avarícia. L'ambaixador austríac Busbecq el descriu com intel·ligent i clarivident i les fonts otomanes confirmen que fou un administrador eficaç i lleial i que els càrrecs venuts ho foren a persones dignes.